# حزب مردم دانمارکی
حزب مردم دانمارکی (دانمارکی: Dansk Folkeparti) از احزاب دانمارک است که عموماً از سوی دانشگاهیان پوپولیست راست‌گرا و در رسانه‌ها راست افراطی توصیف می‌شود. این حزب همچنین در رسانه‌ها و در بین دانشگاهیان بومی‌گرا و ضد مهاجرت تلقی می‌شود. این حزب هم‌اکنون راستگراترین حزب در فلکتین-پارلمان دانمارک-تلقی می‌شود.
اهداف اعلام شده حزب مردم دانمارکی حفاظت از آزادی و میراث فرهنگی مردم دانمارکی از جمله خانواده، سلطنت، کلیسای دانمارک، اعمال سرسختانهٔ حاکمیت قانون، تلاش علیه چندفرهنگی شدن جامعه دانمارک از طریق مخالفت با مهاجرت و ترویج همگون‌سازی فرهنگی مهاجرین تازه‌وارد، و حفظ نظام رفاهی برای نیازمندان، و ترویج کارآفرینی و رشد اقتصادی از طریق تحکیم آموزش و تشویق مردم به کار و حفاظت از محیط زیست و منابع طبیعی است.